# Kasteel van Wommersom

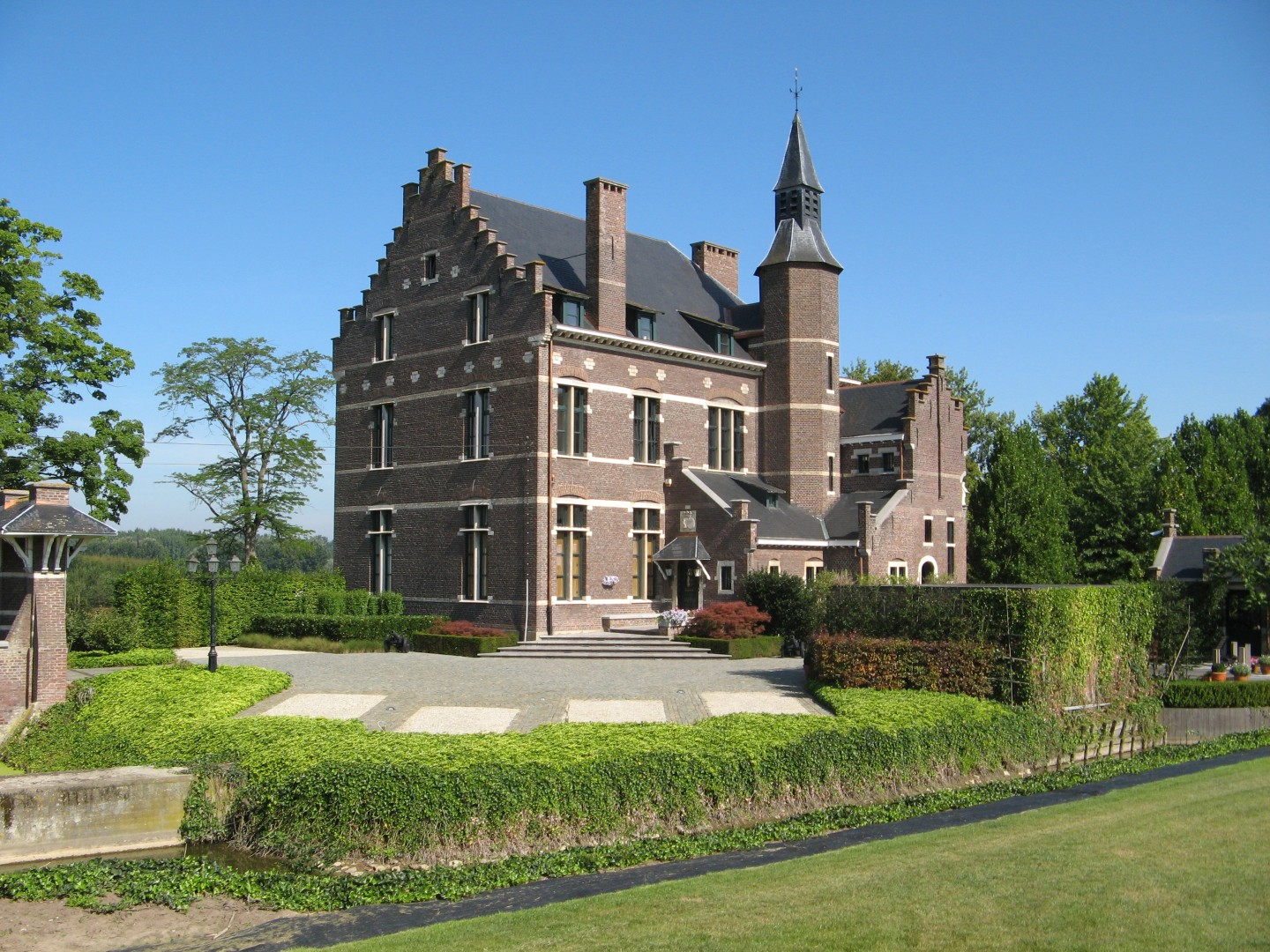
Kasteel van Wommersom

Het Kasteel van Wommersom is een kasteel in de tot de Vlaams-Brabantse gemeente Linter behorende plaats Wommersom, gelegen aan de Melkwezerstraat 73-75.

## Geschiedenis
Hier lag een 17e-eeuwse kasteelhoeve die eigendom was van de Maltezer ridders en wel de Commanderij van Chantraine in de plaats Huppaye. Het was een grote omgrachte vierkantshoeve die ook een huiskapel omvatte.
In 1768 werd dit kasteel bewoond door Charles-Ernest de T'Serclaes die de laatste heer van Wommersom was. In de loop van de 19e eeuw kwam het aan Theodoor de T'Serclaes de Wommersom die in 1862 een vierkantshoeve op het domein buiten het kasteeleiland, liet bouwen maar het kasteel verwaarloosde. In 1882 werd dit kasteel dan ook als "ruïne" aangemerkt.
In 1895 kwam het in bezit van Jacques de T'Serclaes de Wommersom en deze liet op de plaats van het oude kasteel een nieuw kasteel bouwen in traditionele stijl, met trapgevels, een torentje, alles in baksteen met zandstenen speklagen en versieringen. Een groot deel van de originele omgrachting is nog aanwezig.
In de daaropvolgende jaren werd een landschapspark van meer dan 3 ha rond het kasteel aangelegd.